# Șpokalka, Burîn
Șpokalka (în ucraineană Шпокалка) este un sat în comuna Deakivka din raionul Burîn, regiunea Sumî, Ucraina.

## Demografie
Componența lingvistică a localității Șpokalka
     Ucraineană (93,85%)
     Rusă (6,15%)
Conform recensământului din 2001, majoritatea populației localității Șpokalka era vorbitoare de ucraineană (93,85%), existând în minoritate și vorbitori de rusă (6,15%).